# Ian Weber
Ian Weber (* 24. Mai 2000 in Darmstadt) ist ein deutscher Handballspieler.
Der 1,90 Meter große mittlere Rückraumspieler läuft seit 2024 für den Bundesligisten GWD Minden auf.

## Karriere
Ian Weber lernte das Handballspielen bei der SG Arheilgen. Ab der C-Jugend spielte er dann für die HSG Weiterstadt/Braunsh./Worf., bevor er ab 2016 für die HSG Wetzlar in der A-Jugend-Bundesliga spielte. In der Saison 2016/17 gewann er mit der Wetzlarer U19 gegen die A-Jugend der Füchse Berlin am 3. Juni 2017 den Deutschen Meistertitel. In der Rückrunde 2017/18 lief er zusätzlich mit einem Zweitspielrecht für die MSG Groß-Bieberau/Modau in der 3. Liga auf. Ab 2018/19 gehörte Weber zum erweiterten Bundesligakader der HSG Wetzlar. Am 10. November 2019 gelang ihm im Spiel gegen den Tabellenführer TSV Hannover-Burgdorf sein erstes Tor in der Bundesliga. Zur Saison 2020/21 wechselte Weber zum TV Hüttenberg, jedoch blieb er bis 2022 weiterhin per Förderlizenz für die HSG Wetzlar spielberechtigt. Seit der Saison 2024/25 steht er bei GWD Minden unter Vertrag. Mit Minden stieg er 2025 in die Bundesliga auf.
Für die deutsche Jugendnationalmannschaft bestritt Weber 27 Länderspiele.